# Laneuveville-devant-Bayon
Laneuveville-devant-Bayon település Franciaországban, Meurthe-et-Moselle megyében. Lakosainak száma 226 fő (2022. január 1.). Laneuveville-devant-Bayon Crantenoy, Leménil-Mitry, Mangonville, Neuviller-sur-Moselle, Roville-devant-Bayon és Saint-Remimont községekkel határos.

## Népesség
A település népességének változása:
| Lakosok száma | 171  | 152  | 175  | 221  | 238  | 228  | 226  | 226  | 227  | 226  |
|               | 1968 | 1982 | 1990 | 2006 | 2013 | 2015 | 2017 | 2019 | 2020 | 2022 |